# Daniel-Ange
Padre Daniel-Ange de Maupeou d'Ableiges (Bruxelles, 17 ottobre 1932) è un religioso, presbitero e scrittore belga con cittadinanza francese noto come fondatore della scuola di preghiera ed evangelizzazione Jeunesse-Lumière e per i suoi scritti di spiritualità.

## Biografia
Daniel-Ange nacque a Bruxelles nel 1932, in una famiglia aristocratica di devoti cattolici. Suo padre, Gaston de Maupeou Monbail, fu un ufficiale di marina francese, sua madre, nata Edwige d'Ursel, fu la prima donna pilota dell'aviazione belga. La famiglia Maupeou diede grandi servitori della Francia negli scorsi quattro secoli. Suo cugino contemporaneo Xavier de Maupeou fu missionario in Brasile e vescovo di Viana.
Studiò in Svizzera e Inghilterra. Si sentì chiamato alla vita religiosa nel luglio 1946, a 14 anni. Nel 1950 entrò nell'abbazia benedettina dei Santi Maurizio e San Mauro di Clervaux, in Lussemburgo. Nel 1952, iniziò a studiare filosofia nel seminario maggiore di Aix-en-Provence. Nel 1954, prestò servizio militare come infermiere all'ospedale di Liegi. Partecipò alla fondazione della Fraternità della Vergine dei Poveri a Bouricos, nel dipartimento di Landes, in Francia. Continuò poi i suoi studi di teologia con i domenicani di Tolosa nel 1957.
Fu mandato dai suoi superiori per dodici anni in Ruanda, dal 1958 al 1971, sulla cresta Congo-Nilo e su un'isola nel Lago Kivu. Nel 1971 tornò in Europa e studiò teologia a Friburgo, in Svizzera, poi si ritirò per cinque anni in un eremo nel dipartimento dell'Ardèche. Fu ordinato sacerdote a Lourdes il 23 luglio 1981 dal cardinale Bernardin Gantin, legato del Papa. Ha fondato la scuola di evangelizzazione Jeunesse-Lumière a Pratlong nel 1984, in risposta alla frase «Tu, giovane, sei il primo apostolo ed evangelizzatore del mondo della gioventù» di papa Giovanni Paolo II.
Ha effettuato 220 tour di evangelizzazione in 42 paesi e interviene frequentemente nei media.
È dottore honoris causa dell'Università Cattolica di Lublino, in Polonia, dal 2009. Secondo Andrzej Siemieniewski, professore all'Università di Breslavia, «le autorità dell'Università Cattolica di Lublino desiderano così riconoscere e apprezzare la grande influenza che Padre Daniel-Angel ha esercitato sull'ambiente teologico polacco, sia scientificamente che nella dimensione pastorale».

## Opere
Daniel-Ange è autore di molte opere sul cristianesimo. La base dati della Biblioteca nazionale di Francia ne riporta più di centosessanta, tra titoli ed edizioni. Di questi circa cinquanta, tra titoli ed edizioni, sono stati tradotti in italiano.
È autore della presentazione del Giornale intimo di Jacques Fesch pubblicato nel 1989 con il titolo Tra cinque ore vedrò Gesù e nel 2007 della prefazione alla ristampa di Luce sul patibolo e di Cella 18.